# Spanskspråkig litteratur från Ekvatorialguinea

Ekvatorialguineas läge

Spanskspråkig litteratur från Ekvatorialguinea är den enda litteraturen från den afrikanska kontinenten som skrivs på spanska. Spanska Guinea, som landet tidigare hette, var Spaniens enda koloni som låg i Afrika söder om Sahara. Under kolonialtiden publicerades enstaka folksagor i spansk översättning samt två romaner skrivna av guineaner, utgivna i Madrid. Efter landets självständighet 1968 motarbetades det spanska språkets ställning under Francisco Macías Nguemas regim, men under senare årtionden har språket återfått sin ställning inom utbildningsväsendet och statsförvaltningen.
Majoriteten av invånarna i Ekvatorialguinea talar olika bantuspråk som modersmål (främst fang), så de flesta ekvatorialguineanska författare som skriver på spanska skriver på sitt andraspråk. På grund av det politiska förtrycket och den utbredda fattigdomen som råder i Ekvatorialguinea publiceras de flesta böckerna i exil, oftast i Spanien, dit många författare även flyttat.
Till skillnad från afrikansk litteratur på engelska, franska och portugisiska är den spanskspråkiga litteraturen från Ekvatorialguinea relativt okänd. Antalet afrikanska författare som skriver på spanska är också begränsat, då Ekvatorialguinea bara har lite drygt 1,5 miljoner invånare och därmed är ett av kontinentens minsta länder.

## Historia

### Kolonialtiden
Spanska kolonisatörer anlände till området som idag är Ekvatorialguinea 1778. Engelska, franska och portugisiska kolonisatörer var redan aktiva i området, men framåt slutet av 1800-talet hade Spanien etablerat sig som den ledande makten. I tidningen La Guinea Española (1903–1969) publicerades från och med år 1947 lokala folksagor i spansk översättning. I Madrid gavs två romaner ut: Leoncio Evita Enoys Cuando los combés luchaban (1953) och Daniel Jones Mathamas Una lanza por el boabí (1962).

### Den tysta perioden
Den laglöshet och terror som rådde under Francisco Macías Nguemas styre 1968–1979 brukar betecknas som "den tysta perioden" för ekvatorialguineansk litteratur. Samtliga spanjorer och en stor del av den inhemska befolkningen flydde från Ekvatorialguinea under dessa år. Vissa av dem, som poeten Justo Bolekia Boleká, kom senare att etablera sig som författare i Spanien.

### Modern tid

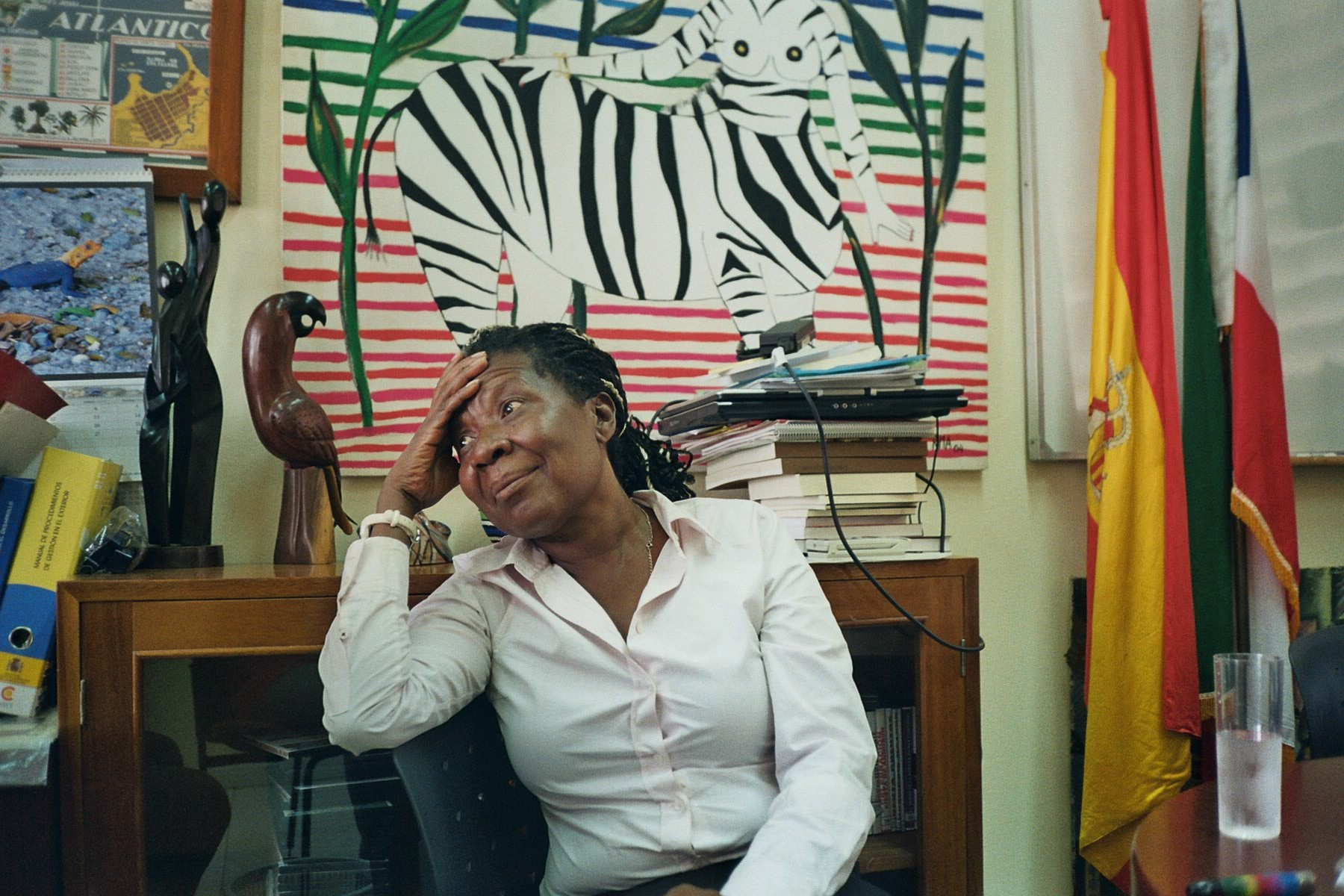
Författaren María Nsué Angüe på det spanska kulturcentrumet i Malabo

Efter Teodoro Obiang Nguema Mbasogos statskupp 1979 återinfördes en del av den äldre språk- och utbildningspolitiken, med spanska som det statsbärande språket. Spanskans ställning har även stärkts genom de kulturcentrum som etablerats i huvudstaden Malabo och i den största staden Bata av AECID, Spaniens myndighet för internationellt utvecklingssamarbete.
Under denna period publicerade María Nsué Angüe romanen Ekomo (1985), en magisk realistisk berättelse som brukar lyftas fram som en av de främsta inom den ekvatorialguineanska litteraturen. Andra uppmärksammade författare under senare årtionden är romanförfattaren och dramaturgen Juan Tomás Ávila Laurel och poeten César Brandon Ndjocu, båda bosatta i Spanien.

## Författare
- Leoncio Evita Enoy (1929–1996)
- Juan Balboa Boneke (1938–2014)
- Raquel Ilonbé (1938–1992)
- Constantino Ocha'a Mve Bengobesama (1943–1991)
- María Nsué Angüe (1945–2017)
- Francisco Zamora Loboch (1948–)
- Donato Ndongo-Bidyogo (1950–)
- Justo Bolekia Boleká (1954-)
- Antimo Esono (1954–1996)
- Joaquín Mbomío Bacheng (1956–)
- Juan Tomás Ávila Laurel (1966–)
- Guillermina Mekuy (1982–)
- Trifonia Melibea Obono (1982–)
- César Brandon Ndjocu (1993-)

## Antologier med ekvatorialguineansk litteratur
- Donato Ndongo-Bidyogo (red.): Antología de la literatura guineana. Madrid: Editora Nacional, 1984.
- Donato Ndongo-Bodyogo & Mbaré Ngom (red.): Literatura de Guinea Ecuatorial. Madrid: Casa de África, 2002.
- Juan Riochí Siafá (red.): Nuevas voces de la literatura de Guinea Ecuatorial. Madrid, Diwan Mayrit, 2019.
- Mbaré Ngom & Gloria Nistal (red.): Nueva antología de la literatura de Guinea Ecuatorial. Madrid: Sial, 2012.
- Pérez Hernández, Nayra (red.): Cuentos populares de Guinea Ecuatorial. Madrid: Anroart, 2010.
- Sipi Mayo (red.): Voces femeninas de Guinea Ecuatorial. Barcelona: Mey, 2015.